# Jay Ellis
Pour les articles homonymes, voir Ellis.
Wendell Ramone Ellis Jr. dit Jay Ellis (né le 27 décembre 1981 à Sumter) est un acteur américain.
Ancien mannequin, il a reçu en 2013 son premier rôle majeur dans la série The Game. En 2015, il a rejoint la distribution de la série Insecure.
Il a également joué un rôle principal dans le film d'horreur Escape Game (2019) et est au casting de Top Gun: Maverick (2022).

## Filmographie partielle

### Cinéma

#### Longs métrages
- 2022 : Top Gun: Maverick de Joseph Kosinski : Reuben « Payback » Fitch
- 2024 : Freaky Tales d'Anna Boden et Ryan Fleck :

### Télévision

#### Séries télévisées
- 2016-2020 : Insecure : Lawrence "Martin" Walker